# Nihongami
Nihongami indica una delle capigliature tradizionali del Periodo Edo, oggi comune tra le maiko (geisha apprendiste).
Tradizionalmente, i due fasci di capelli vengono bloccati da uno spillo di legno e vengono posti o indietro o innanzi.

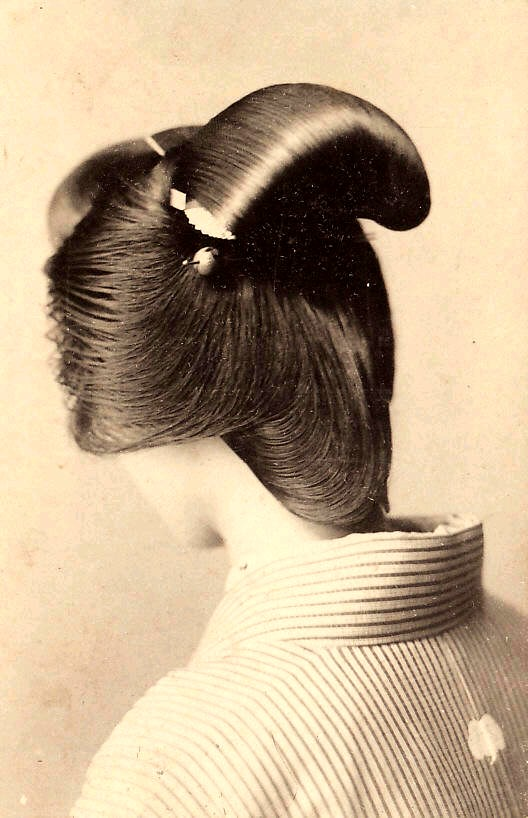
Un taglio Nihongami tradizionale

Altre capigliature per maiko includono lo Wareshinobu (solo durante l'apprendimento effettivo, con una curva tonda sulla guglia della testa, ai lati e un rigonfiamento davanti), Ofuku, Yakko-shimada, Katsuyama, e Sakko. 
Le maiko Gion Kobu portano una capigliatura particolare detta Miyako Odori.
Il Nihongami richiede lozioni e pettini speciali, come la cera chiamata Bintsuke. Il Kanzashi, degli speciali ornamenti per capelli, ordinariamente accompagnano questo stile.
Una maiko può tendere a sviluppare una zona calva sulla corona della testa a causa delle continue graffiature e strattonate dovute al contatto costante con le pinzette kanzashi.
Altre capigliature giapponesi:
- Shimada
- Mae Ware
- Oshiyun
- Kikugasane
- Bunkin Shimada
- Oshidori No Hina